# Tetragonochora brasiliensis
Tetragonochora brasiliensis är en stekelart som beskrevs av Szepligeti 1900. Tetragonochora brasiliensis ingår i släktet Tetragonochora och familjen brokparasitsteklar. Inga underarter finns listade i Catalogue of Life.